# Zuhayr ibn al-Qayn
'Zuhayr ibn Al-Qayn Al-Bajalī (arabe : زُهَيْر ٱبْن ٱلْقَيْن ٱلْبَجَلِيّ) est un membre de la tribu Bajila en Irak et compagnon d'Al-Hussein ibn Ali, petit-fils de Mahomet et fils d'Ali ibn Abi Talib. Il meurt lors de la bataille de Karbala.

## Bataille de Karbala
Zuhayr ibn al-Qayn est surtout connu pour sa participation à la bataille de Karbala. Après avoir rencontré Husayn, il divorce de sa femme et se porte volontaire pour rejoindre son armée contre les forces de Yazid Ier.
Lors de la bataille, le côté droit de l'armée de Husayn ibn Ali est commandé par Zuhayr ibn al-Qayn.